# Oh La La La
Oh La La La is een Engelstalige single van de Belgische band TC Matic uit 1981.
De  B-kant van de single was het liedje Dancing Thoughts (step version).
Het nummer verscheen op het album TC Matic uit 1981.

## Meewerkende artiesten
- Producers
  - Jean-Marie Aerts
- Muzikanten
  - Arno Hintjens (harmonica, zang)
  - Ferre Baelen (basgitaar)
  - Rudy Cloet (drums)
  - Serge Feys (keyboards, klavier)